# Ryan Cooley
Ryan Cooley (Orangeville, Ontario, 18 de maio de 1988) é um ator canadense, melhor conhecido por seu papel como "J.T. Yorke" em Degrassi: The Next Generation.

## Filmografia
| Filmes      | Filmes                        | Filmes                     | Filmes                |
| Ano         | Título Original               | Título (Brasil)            | Papel                 |
| ----------- | ----------------------------- | -------------------------- | --------------------- |
| 1998        | After                         | After                      | Johnathan Madison     |
| 1998        | Happy Christmas, Miss King    | Happy Christmas, Miss King | Daniel King (para TV) |
| 2000        | The Color of Friendship       | The Color of Friendship    | Billy (para TV)       |
| 2002        | Cybermutt                     | Cybermutt                  | Nino (para TV)        |
| 2005        | God's Goodness                | God's Goodness             | Mike                  |
| 2007        | The Tracey Fragments          | Os Fragmentos de Tracey    | David Goldberg        |
| Séries      |                               |                            |                       |
| Ano         | Título                        | Papel                      | Notas                 |
| 1999        | Real Kids, Real Adventures    | Bud Toole                  | 1 episódio            |
| 1999        | I Was a Sixth Grade Alien     | Pleskit                    | 3 episódios           |
| 2000        | Are You Afraid of the Dark?   | Criança abandonada         | 1 episódio            |
| 2001        | Queer as Folk                 | Hank Cameron               | 1 episódio            |
| 2001        | Lexx                          | Digby                      | 3 episódios           |
| 2005        | Life with Derek               | Frank                      | 1 episódio            |
| 2001 / 2007 | Degrassi: The Next Generation | J.T. Yorke                 | 113 episódios         |

## Prêmios e Indicações
| Prêmios | Prêmios   | Prêmios             | Prêmios           | Prêmios                       |
| Ano     | Resultado | Premiação           | Categoria         | Título                        |
| ------- | --------- | ------------------- | ----------------- | ----------------------------- |
| 2002    | Indicado  | Young Artist Awards | Melhor Ator Jovem | Degrassi: The Next Generation |
| 2002    | Venceu    | Young Artist Awards | Melhor Elenco     | Degrassi: The Next Generation |
| 2003    | Indicado  | Young Artist Awards | Melhor Elenco     | Degrassi: The Next Generation |
| 2005    | Indicado  | Young Artist Awards | Melhor Ator Jovem | Degrassi: The Next Generation |
| 2006    | Indicado  | Young Artist Awards | Melhor Elenco     | Degrassi: The Next Generation |